# Religie w Rosji
Religie w Rosji – na terenie Rosji działa kilkaset wspólnot religijnych, reprezentujących niemal wszystkie religie i wyznania współczesnego świata. Ze względu na specyfikę religijności Rosji i znaczne zróżnicowane wyznaniowe trudne jest uzyskanie rzetelnych i jednoznacznych danych. Według badań Pew Research Center z 2010 r. 73,3% obywateli Rosji to chrześcijanie (71% prawosławni, 1,8% protestanci, 0,5% katolicy), 10% to muzułmanie. Wyznawcy innych religii stanowią mniej niż 1% populacji. Liczba ateistów, agnostyków wynosi 16,2%.
Po wprowadzeniu ustaw „anty-ekstremistycznych” w 2016 roku w Rosji legalne jest propagowanie religii (co w prawie określono jako „działalność misyjna”) tylko w wyznaczonych do tego miejscach przez upoważnione osoby z zarejestrowanych wspólnot wyznaniowych. Praktykować religię mogą tylko członkowie legalnych wspólnot religijnych i wyłącznie w wyznaczonych miejscach kultu (czyli m.in. spotkania religijne nie mogą odbywać się w domach i mieszkaniach prywatnych). Od tego czasu Rosja prowadzi politykę skierowaną przeciwko nietradycyjnym wyznaniom. Choć państwo nie ma prawa ingerować w wewnętrzne zarządzenia organizacji religijnych, a w Rosji konstytucja zapewnia wolność sumienia i wyznania kraj ten prowadzi dochodzenia policyjne przeciw poszczególnym wyznawcom. Ministerstwo Sprawiedliwości może konfiskować własność wspólnot religijnych. Działaniom tym sprzeciwiają się działacze obrony praw człowieka. 10 maja 2018 roku w związku z ograniczaniem wolności religijnej głębokie zaniepokojenie wyraziła delegatura Unii Europejskiej, 9 innych krajów europejskich oraz delegatura Stanów Zjednoczonych przy Organizacji Bezpieczeństwa i Współpracy w Europie.
W 2018 roku zgodnie z zaleceniem Amerykańskiej Komisji ds. Międzynarodowej Wolności Religijnej (ang. United States Commission on International Religious Freedom – USCIRF) Rosja ponownie została wpisana jako „kraj szczególnej troski” w zakresie łamania Ustawy o Międzynarodowej Wolności Religijnej (ang. International Religious Freedom Act – IRFA).

## Chrześcijaństwo

### Prawosławie

Cerkwie na wyspie Kiży na jeziorze Onega. Pogost Kiży znajduje się na Liście światowego dziedzictwa UNESCO

95% zarejestrowanych prawosławnych przynależy do Rosyjskiego Kościoła Prawosławnego. Liczba praktykujących prawosławnych jest stosunkowo niska i wynosi 15-20%. W 988 r. prawosławie przyjął książę kijowski Włodzimierz I Wielki. Data chrztu Rusi często jest uważana za początek samego Rosyjskiego Kościoła Prawosławnego. Kościół stanowił początkowo metropolię w składzie Patriarchatu Konstantynopola i to właśnie patriarcha ekumeniczny dokonywał konsekracji głowy ruskiego prawosławia. Metropolita początkowo rezydował w Kijowie. Po najazdach tatarskich Kijów utracił jednak swe polityczne znaczenie. W 1299 metropolita kijowski Maksym przeniósł siedzibę metropolitów kijowskich do Włodzimierza nad Klaźmą. W 1325 r. następca Maksyma, Piotr przeniósł stolicę Kościoła do Moskwy. W 1448 r. Kościół uzyskał niezależność od Patriarchatu Konstantynopola (status autokefalii), a metropolita Jonasz tytuł Metropolity Moskwy i Wszechrusi. W 1589 r. metropolita Jow stał się pierwszym patriarchą Moskwy i Wszechrusi. Jako patriarchat zajmuje on piąte miejsce w dyptychu Kościołów prawosławnych, tuż po czterech patriarchatach starożytnych – konstantynopolitańskim, jerozolimskim, antiocheńskim i aleksandryjskim. Rosyjski Kościół Prawosławny posiada obecnie: 157 diecezji, 29 268 parafii, 203 biskupów, 30 670 księży i diakonów, 829 monastyrów oraz 87 szkół teologicznych (w tym 5 akademii duchowych i 3 uniwersytety).

### Protestantyzm
Protestantyzm w Rosji reprezentowany jest przez 2 miliony wiernych, co stanowi 1,5% rosyjskiego społeczeństwa. Największymi protestanckimi wyznaniami w tym kraju są baptyści i zielonoświątkowcy. W roku 2004 w Rosji zarejestrowanych było 4435 protestanckich towarzystw religijnych, co stanowi 21% wszystkich religijnych organizacji w kraju i daje protestantyzmowi drugie miejsce po prawosławiu, a także bardzo dobry wskaźnik rozwoju (w 1992 r. było zaledwie 510 instytucji protestanckich). Według danych Operation World z 2010 roku największe denominacje stanowiły: Rosyjska Zjednoczona Unia Zielonoświątkowa (594 000 wiernych), Unia Chrześcijan Zielonoświątkowców (353 000), Kościół Luterański (240 000), Unia Chrześcijan Wiary Ewangelicznej (180 000) i Unia Ewangelicznych Chrześcijan Baptystów (110 400).

### Świadkowie Jehowy
Świadkowie Jehowy w Rosji to wspólnota około 175 000 głosicieli Świadków Jehowy w Rosji, należących do około 2315 zborów i ponad 500 grup na oddaleniu (w tym ponad 30 zborów i 113 grup rosyjskiego języka migowego). Na dorocznej uroczystości Wieczerzy Pańskiej zebrało się około 300 000 osób. Do roku 2017 Centrum Administracyjne, koordynujące działalność w Rosji, znajdowało się w Sołniecznoje koło Petersburga. Początki wyznania w tym kraju datują się na rok 1887. W roku 1940 za zachowanie neutralności ponad 1000 Świadków Jehowy wywieziono do obozów pracy w głąb Rosji. W kwietniu 1951 roku w ramach „Operacji Północ”, po dwóch tygodniach podróży pociągami towarowymi, zostali wywiezieni razem z rodzinami na Syberię Świadkowie Jehowy z Mołdawii, Litwy, Łotwy, Estonii, Białorusi i z Zachodniej Ukrainy – 9793 osoby. 27 marca 1991 roku wyznanie zostało prawnie zarejestrowane. Od początku XXI wieku w różnych częściach kraju toczyły się batalie prawne lokalnych władz, które ograniczały działalność wyznania. 26 czerwca 2014 roku Europejski Trybunał Praw Człowieka po raz czwarty jednogłośnie orzekł, że władze rosyjskie nie mogą bezprawnie ograniczać swobód religijnych Świadków Jehowy. 20 kwietnia 2017 roku, po sześciu dniach procesowych, Sąd Najwyższy Federacji Rosyjskiej uznał organizację Świadków Jehowy w Rosji za „ekstremistyczną” i wprowadził nakaz rozwiązania Centrum Administracyjnego w Rosji oraz 395 Lokalnych Organizacji Religijnych jakimi posługiwali się Świadkowie Jehowy w Rosji, a także orzekł przepadek ich mienia na rzecz Federacji Rosyjskiej. Świadkowie Jehowy wnieśli apelację, która została odrzucona 17 lipca 2017 roku przez zespół trzech sędziów Sądu Najwyższego. W praktyce oznaczało to zakaz funkcjonowania Świadków Jehowy w Rosji. Orzeczenie sądu potępiły organizacje broniące praw człowieka i wolności religijnej, rządy niektórych państw, Unia Europejska oraz inne międzynarodowe organizacje pozarządowe. Po wydaniu wyroku o delegalizacji lokalnych organizacji religijnych Świadkowie Jehowy w Rosji zbierają się jako grupy osób czytających Biblię, które łączą podobne przekonania.
Od 2018 roku Świadkowie Jehowy w Rosji nie mogą się już swobodnie spotykać, by oddawać cześć Bogu lub czytać i studiować Biblię. Aby uniknąć aresztowań i procesów sądowych, muszą się spotykać potajemnie, tak jak to miało miejsce w czasach Związku Radzieckiego. W sierpniu 2024 roku postępowanie karne nadal toczyło się przeciw 821 osobom, 519 osób zostało skazanych; 140 z nich jest uwięzionych, a 9 przebywa w areszcie domowym. Niektórzy po opuszczeniu więzień i odebraniu im obywatelstwa rosyjskiego zostali deportowani z Rosji. Do sierpnia 2024 roku liczba rewizji wzrosła do 2102.
Związkowi wyznaniowemu odebrano kompleks Centrum Administracyjnego oraz 90–100 obiektów religijnych (w kolejnych 100 przypadkach toczą się postępowania sądowe). Rosja jest jedynym krajem członkiem Rady Europy, który kiedykolwiek rozpętał kampanię przeciw pokojowej działalności Świadków Jehowy. Świadkowie Jehowy złożyli ponad 40 wniosków do Europejskiego Trybunału Praw Człowieka dotyczących rażącego naruszania wolności wyznania w Rosji.
7 czerwca 2022 roku Europejski Trybunał Praw Człowieka (ETPC) orzekł, że delegalizacja Świadków Jehowy w Rosji była bezprawna, nakazał Rosji zawiesić wszystkie trwające postępowania karne przeciwko Świadkom Jehowy, zwolnić wszystkie osoby pozbawione wolności, a także zwrócić całą skonfiskowaną własność lub wypłacić za nią stosowne odszkodowanie.
Szacuje się, że do 2021 roku uciekło z Rosji od 5000 do 10 000 Świadków Jehowy.

## Islam
Pierwsi wyznawcy islamu na terenach dzisiejszej Rosji pojawili się wraz z podbojami Arabów ok. 650 roku w południowym Dagestanie. W pozostałych regionach Rosji islam pojawił się znacznie później. Terytoria północnokaukaskich republik: Czeczenia, Inguszetia, Kabardo-Bałkaria, Karaczajo-Czerkiesja i Adygea były początkowo zdominowane przez ludność prawosławną, która przyjęła islam po długoletnich walkach i podporządkowaniu tych terytoriów Turcji w XV-XVI w. Islam wśród Tatarów i Baszkirów pojawił się w 1313 roku, kiedy chan Złotej Ordy Uzbek przyjął muzułmańską wiarę.
W dzisiejszej Rosji islam jest najbardziej rozpowszechniony na północnym Kaukazie, środkowym Powołżu i Uralu, Moskwie i Petersburgu. Muzułmanie stanowią większość w kaukaskich republikach, Baszkirii i Tatarstanie, gdzie święta muzułmańskie obchodzone są na poziomie republikańskim. Dominującym nurtem w islamie rosyjskim jest sunnizm (90%), bogate tradycje ma także sufizm. Według Pew Research Center Rosja ma największą populację muzułmańską w Europie. W 2010 roku w Rosji miało żyć 16,4 mln muzułmanów (11,6% populacji rosyjskiej). Pew Research Center szacuje, że liczba wyznawców islamu wzrośnie w 2030 do 18,6 mln, czyli 14,4% populacji Rosji.

## Judaizm
Judaizm na terenach dzisiejszej Rosji pojawił się we wczesnym średniowieczu. W poł. VII w. na terenach Północnego Kaukazu powstał Kaganat Chazarski (ok. 650-969) – jedyne znane państwo judaistyczne, którego mieszkańcy nie byli etnicznymi Żydami. Chazarowie opanowali w VIII w. znaczne obszary południowej Rosji i Ukrainy podporządkowując sobie część wschodniej Słowiańszczyzny (m.in. plemię Polan).

## Buddyzm
Buddyzm na terenach państwa rosyjskiego pojawił się w XVII wieku i jest religią tradycyjną w pięciu regionach Rosji: Kałmucja, Tuwa, Buriacja, Kraj Zabajkalski i obwód irkucki. Większość rosyjskich buddystów wyznaje jego tybetańską odmianę.

## Religie synkretyczne
W Mari El wyznawana jest politeistyczna tradycyjna religia Maryjczyków.

## Szamanizm i animizm

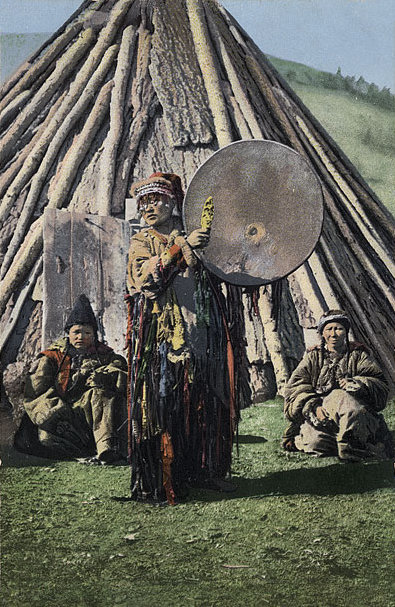
Chakaska szamanka. Rosyjska pocztówka z 1908 r.

Na Syberii oraz Dalekim Wschodzie pośród niektórych etnosów (np. Jakuci, Czukcze) spotykane są praktyki i wierzenia szamanistyczne, należące do najstarszych wierzeń na świecie w ogóle.